# Sångbåten
Sångbåten var en ursprungligen en radioserie för barn som sändes i Sveriges Radio P3 våren 1979. Samma år gjorde man även en TV-serie i 5 delar på samma tema som visades i SVT. I programmet medverkar Per Dunsö och Ola Ström, vilka båda några år senare skulle bli välkända från Solstollarna och Toffelhjältarna, vilka även står som textförfattare och kompositörer till sångerna. Övriga medverkande är Lisa Hallberg samt Olas syskonbarn Pella och Truls.
Musiken från Sångbåten finns även utgiven på LP.